# Gerhard Grave (Geistlicher, 1596)
Gerhard Grave (* 1596 in Osnabrück; † 8. Juni 1658 ebenda) war ein deutscher lutherischer Theologe, Pastor an St. Marien und Mitglied des Konsistoriums in Osnabrück.

## Leben
Gerhard Grave, Sohn des Bürgermeisters Conrad Grave, entstammt der Leinwandhändlerfamilie Grave. Er war ein Verwandter des gleichnamigen und zwei Jahre jüngeren Theologen Gerhard Grave. Gerade in den Jahren ihres Studiums ist eine Abgrenzung ihrer Lebensläufe unsicher, später lassen sie sich durch ihre Wirkungsstätten Osnabrück und Hamburg klar unterscheiden.
Der 1596 geborene Grave studierte zuerst an der Universität Gießen. Hier war er 1617 Repondent einer Disputation unter Vorsitz von Johannes Gisenius, ebenso 1620 unter Vorsitz von Balthasar Mentzer. Am 31. August 1621 wurde er als Gerhardus Grave, Osnabrugensis Westphalus an der Universität Greifswald immatrikuliert und am 26. Februar 1622 als designierter Pastor seiner Heimatstadt zum Magister der Philosophie promoviert. Er wurde 1621 zweiter Pastor an St. Marien, 1626 erster Pastor und Superintendent. 1628 wurde er von den Katholiken vertrieben und lebte als Pastor im Exil in Haselau (Holstein). 1638 wurde er wieder in sein Amt in Osnabrück eingesetzt. Von 1645 bis 1650 gehörte er dort als geistlicher Rat dem Konsistorium an. Mit seiner Schrift Abgenötigte Rettung und Erklärung, zweyer zu Rinteln, jüngsthin, gedruckter Send-Brieffe, so mit Arrest sind hieselbst befangen : in welchen wird gehandelt von der Wasser-Prob oder vermeintem Hexenbaden (Rinteln 1640) setzte er sich erfolgreich für die Beendigung der Hexenprozesse in Osnabrück ein.
Ein Namensvetter, mit dem Gerhard Grave gelegentlich verwechselt wird, studierte 1620/22 in Straßburg, 1624 in Jena, wurde 1627 Pastor am Hamburger Dom (Alter Mariendom) und starb 1675 als Konsistorialrat in Hamburg.